# Daniel Salmon
Daniel Salmon (ur. 3 grudnia 1940 w Paryżu, zm. 1 lutego 2017 w Plouha) – francuski kolarz torowy i szosowy, brązowy medalista torowych mistrzostw świata.

## Kariera
Największy sukces w karierze Daniel Salmon osiągnął w 1964 roku, kiedy zdobył brązowy medal w wyścigu ze startu zatrzymanego amatorów podczas torowych mistrzostw świata w Paryżu. W zawodach tych wyprzedzili go jedynie Holender Jacob Oudkerk oraz Belg Jean Walschaerts. Był to jedyny medal wywalczony przez Salmona na międzynarodowej imprezie tej rangi. Kilkakrotnie zdobywał medale torowych mistrzostw kraju, choć nigdy nie zwyciężył. Nigdy też nie wystąpił na igrzyskach olimpijskich. Startował za to w wyścigach szosowych, zajmując między innymi trzecie miejsce w klasyfikacji generalnej francuskiego Tour de Picardie i belgijskiego Omloop der Vlaamse Gewesten w 1965 roku.